# Communauté de communes des Monts d’Alban et du Villefranchois
Die Communauté de communes des Monts d’Alban et du Villefranchois ist ein französischer Gemeindeverband mit der Rechtsform einer Communauté de communes im Département Tarn in der Region Okzitanien. Sie wurde am 25. Juli 2012 gegründet und umfasst 14 Gemeinden. Der Verwaltungssitz befindet sich im Ort Alban.

## Mitgliedsgemeinden
| Gemeinde                                                      | Einwohner 1. Januar 2022 | Fläche km² | Dichte Einw./km² | Code INSEE | Postleitzahl |
| ------------------------------------------------------------- | ------------------------ | ---------- | ---------------- | ---------- | ------------ |
| Alban                                                         | 949                      | 9,82       | 97               | 81003      | 81250        |
| Ambialet                                                      | 470                      | 30,04      | 16               | 81010      | 81430        |
| Bellegarde-Marsal                                             | 695                      | 19,39      | 36               | 81026      | 81430        |
| Curvalle                                                      | 393                      | 38,63      | 10               | 81077      | 81250        |
| Le Fraysse                                                    | 420                      | 29,63      | 14               | 81096      | 81430        |
| Massals                                                       | 113                      | 16,30      | 7                | 81161      | 81250        |
| Miolles                                                       | 107                      | 12,10      | 9                | 81167      | 81250        |
| Mont-Roc                                                      | 192                      | 14,18      | 14               | 81183      | 81120        |
| Mouzieys-Teulet                                               | 494                      | 13,21      | 37               | 81190      | 81430        |
| Paulinet                                                      | 506                      | 73,75      | 7                | 81203      | 81250        |
| Rayssac                                                       | 233                      | 29,95      | 8                | 81221      | 81330        |
| Saint-André                                                   | 102                      | 7,27       | 14               | 81240      | 81250        |
| Teillet                                                       | 451                      | 24,22      | 19               | 81295      | 81120        |
| Villefranche-d’Albigeois                                      | 1.235                    | 22,09      | 56               | 81317      | 81430        |
| Communauté de communes des Monts d’Alban et du Villefranchois | 6.360                    | 340,58     | 19               | –          | –            |